# GU Aasiaat
GUX Aasiaat (Nordgrønlands Gymnasiale Skole) er et gymnasium i Qeqertalik Kommune på vestkysten af Grønland. Dette er et af Grønlands fire gymnasier. De andre tre er placeret i Qaqortoq, Nuuk og Sisimiut. 
Skolen har en 3-årig gymnasiedel,som aldersmæssigt ligger mellem folkeskolen og videregående skole. Desuden har den et 2-årigt kursus for voksne kursister, med en mindre fagrække. Skolen har i alt ca. 400 elever, fordelt på 7 klasser pr. klassetrin. Skolen har på nuværende tidspunkt en kapacitet på egne kollegier på ca. 350 elever. Eleverne huses derfor også i eksterne lejemål.
Fagene skolen tilbyder er bl.a. billedkunst, idræt, religion, matematik, musik, geografi og forskellige sprog. 
Rektor er Dorthie Siegstad. 